# Hermann Dimmler (Katechet)
Hermann Dimmler (* 9. Januar 1874 in Rottweil; † 26. August 1932 in Matrei in Osttirol) war ein deutscher katholischer Katechet und Bühnenautor. Er veröffentlichte auch unter dem Pseudonym Josef Bauer. Seine bekannteste Arbeit ist die allererste Dramatisierung des Winnetou-Stoffes von Karl May.

## Leben
Hermann Dimmler wurde im Baden-Württembergischen Rottweil geboren, seine Priesterweihe erfolgte 1897. Seine kirchliche Laufbahn begann Dimmler im gleichen Jahr als Vikar von St. Nikolaus in Stuttgart. Zwei Jahre später trat er einen Posten als Präfekt des Studienheims Rottweil an und danach in kurzer Zeit Vikarspositionen in Tuttlingen und Altheim (bei Riedlingen). Ende 1900 wurde Dimmler Hauptgeistlicher auf Schloss Donzdorf, dann Hauptgeistlicher auf Schloss Moos. Später zog er nach München.
Neben seiner kirchlichen Tätigkeit war Hermann Dimmler auch im Theaterwesen tätig, so gründete er die Münchner Jugend- und Volksbühne und war Autor und Schriftleiter für die Zeitschrift Die Volksbühne.
Erstes Interesse an einer Winnetou-Dramatisierung bekundete Dimmler bereits im August 1917 in einem Brief an den Radebeuler Karl-May-Verlag und seinen damaligen Verleger Euchar Albrecht Schmid. Schmid, durchaus von der Idee angetan, traf sich im Juni 1918 mit Dimmler in München, um die Einzelheiten zu besprechen.
Für seine Dramatisierung der Winnetou-Geschichte nutzte Dimmler die Romane Winnetou I und Winnetou III. Dabei ging er recht frei mit dem Stoff um, arbeitete die christlichen Aspekte von Mays Geschichten weiter heraus und ließ in den gewalttätigeren Szenen stets den Vorhang sinken. Sowohl E. A. Schmid, als auch die Bühnenvertriebsstelle standen Dimmlers Theaterstück recht kritisch gegenüber. So wurde unter anderem kritisiert, dass der Spannungsreiz fast verloren gehe, da sich Dimmler in zu vielen „epischen Breiten“ verliere. Trotz der Kritik seitens des Verlegers und der Vertriebsstelle feierte Dimmlers Theaterstück am 8. November 1919 Premiere am Deutschen Theater in München.
Nach der Premiere sind keine weiteren Aufführungen von Dimmlers Winnetou bekannt, das Textbuch wurde 1928 vom Karl-May-Verlag veröffentlicht. Erst 1929 sollte es eine weitere Inszenierung geben, für die das Dimmler’sche Textbuch von Ludwig Körner überarbeitet wurde. Körners Überarbeitung hielt sich insgesamt mehr an die Vorlage Mays und wurde bis in die 1970er Jahre hinein auf verschiedenen Bühnen, unter anderem in Bad Segeberg und Elspe, mit Erfolg gespielt. Dimmler, der zwar Körner Erlaubnis gegeben hatte, das Stück zu spielen und zu überarbeiten, war wenig angetan von Körners Änderungen und schrieb mehrere „Jammerbriefe“, wie sie E. A. Schmid beschrieb, an den Karl-May-Verlag. Schmid, den Dimmler inzwischen ziemlich nervte, fällte schließlich 1930 die Entscheidung, dass nur noch die Dimmler/Körner-Fassung an Theater vertrieben werden soll. Auch soll Dimmler laut Schmid mehrmals über Schmids Kopf hinweg das Spielen der Körner-Fassung verschiedenen Bühnen erlaubt und den Verlag damit in „sehr arge Ungelegenheiten“ gebracht haben.
Als Freund des Werkes Karl Mays schrieb Dimmler neben seinem Theaterstück auch für Die Volksbühne, die katholische Zeitschrift Pharus und das Karl-May-Jahrbuch 1919 mehrere Texte über den Autor. In Letzterem versuchte Dimmler „geprägt vom Eindruck des verlorenen Weltkrieges, Karl May politisch [zu] instrumentalisieren im Geist eines fragwürdigen Kolonialismus [...].“

## Werke (Auswahl)
- Unsere koloniale Zukunft und die Reiseromantik. In: Karl-May-Jahrbuch 1919, S. 196–204 (Onlinefassung).
- Karl May als Jugend- und Volksschriftsteller. In: Pharus, Mai/Juni 1919.
- Passionsspiel. Nach dem Wortlaut der vier Evangelien in 8 Aufzügen in Szene gesetzt. ca. 1920.[4]
- Winnetou. Reiseerzählung von Karl May. Für die Bühne gestaltet. Radebeul 1928.